# 杏山镇 (哈尔滨市)
杏山镇是中国黑龙江省哈尔滨市双城市下辖的一个镇，位于松花江南岸，与肇源县、肇东市以及吉林省隔江相望。